# Bige László
Bige László (teljes nevén Bige László Tibor; (Nagyvárad, Románia, 1958 –) magyar nagyvállalkozó, a Nitrogénművek Zrt., Magyarország egyetlen műtrágya-gyártó vállalatának tulajdonosa, a "műtrágyakirály"   A 2014-es Befolyás-barométer szerint ő volt Magyarország 17. legbefolyásosabb személye. A 100 leggazdagabb magyar 2023-as listáján 233 milliárd forintos vagyonával, Magyarország 8. leggazdagabb embere.

## Életpályája
Erdélyi nemesi családban született. Két esztendős korában elváltak a szülei. Kolozsvárott szerzett gyógyszervegyészi képzettséget. 26 éves korában települt át Magyarországra. 
1990. február 1-jén megalakult a Nitrogénművek Rt. A cég 2002-ben zártkörű részvénytársasággá alakult, amelynek új tulajdonosai - a MOL helyett -  Bige László Tibor és Bige Zoltán József lettek. A későbbiekben létrejött a Bige csoport (más néven Bige Holding): a cég leányvállalatokat alapított Szerbiában, Romániában, Szlovákiában, Németországban és Olaszországban. A termékpalettát 2003-ban egyesítették  Genezis márkanév alatt. A Nitrogénművek Zrt. csatlakozott az Európai Műtrágyagyártók Szövetségéhez (EFMA). 
A szolnoki Tiszamenti Vegyiműveket (TVM) 1997-ben a Bige Holding Kereskedelmi és Termelő Kft. privatizálta; a cég 2004-ben beolvadással megszűnt, majd  Bige Holding Kft.- néven működött tovább. 1998-ban Bige László előzetes letartóztatásba helyezték, ám az adócsalási illetve vesztegetési vádak alól a bíróság őt felmentette.
2004-ben Bige László felvásárolta a folyékony- és szuszpenziós műtrágyák előállításával és forgalmazásával foglalkozó üzemet Nádudvaron és leányvállalatként megalapította a Nádudvari Agrokémia Kft.-t. 
Bige László cégével szemben kartellezés címén eljárás folyt a Gazdasági Versenyhivatal előtt, amelynek során több, mint 11 milliárd forintra bírságolták. A bírságot azonban újabb bírósági ítélet érintette és azt nem fizették be.
Bige László és Csányi Sándor korábbi jó viszonya a 2020-as évek elejére megromlott.  Bige egyre inkább szembe került a kormányzat törekvéseivel is. Így pl. 2023-ban  bejelentette, hogy  a Nitrogénművek Zrt. felfüggeszti a műtrágyagyártást. Bige bírálta a cégére kivetett extraprofitadót.  Ezt követően a sajtó egy részében Bigét éles támadások érték, azzal vádolták, hogy a hazai piacon monopolhelyzetével visszaél.  
2024 februárjában a Debreceni Ítélőtábla  helybenhagyta az első fokon eljáró Nyíregyházi Törvényszék ítéletét, és jogerősen felmentette Bige László vádlottat a vesztegetés elfogadása címén ellene emelt vád alól.